# Маунт-Гуд (гора)
Маунт-Гуд (англ. Mount Hood — каптур) — стратовулкан у Каскадних горах на північному заході штату Орегон. Найближчий вулкан до Портланду, у 80 км на схід від нього.
Маунт-Гуд є найвищою горою в Орегоні й четвертою у Каскадних горах. Висота над рівнем моря 3429 метрів.
Розташована в окрузі Клакамас. Східні схили Маунт-Гуду — у окрузі Гуд-Рівер. На Маунт-Гуді 12 льодовиків і снігових полів. Гора Гуд вкрита дванадцятьма іменованими льодовиками та сніжниками, площа яких становить близько 5 кв. миль (13,5 кв. км). Тала вода з льодовиків є незамінною складовою іригаційної системи, яку використовують знамениті фруктові сади долини річки Гуд.
Вулкан Маунт-Гуд має високий ризик виверження 3 % у найближчі 30 років.
На Маунт-Гуді розташовані гірськолижні курорти Портланда із сезоном дії кінець листопада-лютий.

## Сходження на гору
Станом на 2002 рік, з початку ведення таких записів у 1896 році, загинуло приблизно 130 людей, які намагалися зійти на гору. Кожного року приблизно 50 осіб вимагають порятунку відповідною службою.